# Domaine de Tsuruoka
Le domaine de Tsuruoka (庄内藩)), également connu sous le nom de Shōnai-han, est un domaine féodal japonais de l'époque d'Edo, situé dans la province de Dewa. Bien qu'officiellement appelé « Tsuruoka » (鶴岡藩, Tsuruoka-han), on le nomme généralement « Shōnai ». Il est connu pour être sous le contrôle d'une des grandes maisons de fudai daimyo, le clan Sakai.
Shōnai devient une grande puissance militaire vers la fin de l'époque d'Edo. Il commande le Shinsen gumi, l'unité chargée de la sécurité d'Edo dans les années 1860.
Pendant l'ère Meiji, l'ancienne ville fortifiée redevient connue sous le nom de « Tsuruoka ».

## Liste des daimyos
- Clan Sakai (fudai daimyo ; 138 000 → 140 000 → 167 000 → 120 000 koku)

1. Sakai Tadakatsu (Shōnai) (酒井忠勝) : augmente le revenu à 140 000 koku ; 1622-1647
2. Tadamasa (酒井忠当) : 1647-1660
3. Tadaaki (酒井忠義) : 1660-1681
4. Tadazane (酒井忠真) : 1682-1731
5. Tadayori (井忠寄) : sert comme rōjū ; 1731-1766
6. Tadaatsu (酒井忠温) : 1766-1767
7. Tadaari (酒井忠徳) : 1767-1805
8. Tadakata (酒井忠器) : 1805-1842
9. Tadaaki (酒井忠発) : 1842-1861
10. Tadatomo (酒井忠寛) : 1861-1862
11. Tadazumi (酒井忠篤) : augmente le revenu à 167 000 koku ; 1862-1868
12. Tadamichi : baisse le revenu à 120 000 koku après la reddition lors de la guerre de Boshin

## Source de la traduction
- (en) Cet article est partiellement ou en totalité issu de l’article de Wikipédia en anglais intitulé « Tsuruoka Domain » (voir la liste des auteurs).